# 1410
Cette page concerne l'année 1410  du calendrier julien.
L'année 1410 est une année commune qui commence un mercredi.

## Événements
- 15 mars - 15 septembre[1] : campagne victorieuse de l'empereur Yongle contre les Mongols. En Mongolie orientale, un descendant de Kubilai Khan, Oldjeitémur, auquel se rallie Arouktaï, khan des Ossètes, tente de prendre le titre de grand khan.
- 10 juillet[2] : l’empereur Ming avance jusqu’à l’Onon et inflige à Oldjeitémur une grande défaite qui contribue au remplacement de l’hégémonie des Gengiskhanides par celle des khans Oïrat en Haute-Mongolie.

- L’hafside Abu Faris occupe Alger (1410 ou 1411)[3]. La ville prendra au XVIe siècle la place de Bougie comme port d’attache des corsaires et pirates.
- Une mission japonaise se rend à la cour de Chine. L’empereur Yongle dépêche aussitôt une ambassade chargée de remettre au shogun une lettre amicale et un don en argent. Yoshimochi Ashikaga refuse de le recevoir sans donner d’explications, mais en se montrant offensé (1411)[4].

### Europe
- 29 mars : capitulation du judicat d'Arborée : la Sardaigne devient aragonaise[5].
- 15 avril : le traité de Gien met sur pied la coalition des Armagnacs, qui décide de lever en commun des troupes en vue de combattre le duc de Bourgogne[6]. Reprise de la guerre civile entre les Armagnacs et les Bourguignons en France, chaque parti luttant pour son influence auprès de la couronne (fin en 1411).
- 17 mai : début du pontificat de l'antipape Jean XXIII (déposé le 29 mai 1415)[7].
- 31 mai :  interrègne en Aragon à la mort de Martin l'Humain (fin en 1412)[8].
- 16 juin : à Prague, on brûle des ouvrages de John Wyclif[9]. Jan Hus prend ouvertement parti pour les idées de Wyclif et fait appel au Christ contre l’Église visible. Il est condamné par l’archevêque de Prague, qui fait brûler ses écrits.
- 15 juillet, conflit entre les Polonais et les Teutoniques à propos des révoltes païennes : les Polonais et les Lituaniens remportent la bataille de Grunwald contre les Chevaliers teutoniques[10]. L'ordre est brisé et la Pologne s'affirme :
  - L’ordre Teutonique, écrasé par Ladislas II Jagellon, roi de Pologne, son cousin Vitold de Lituanie et Mikolaj Radziwill à Grunwald-Tannenberg, perd 40 000 hommes[11] et abandonne la Samogitie.
  - La Pologne devient le centre politique d’un État qui s’étend de la Baltique à la mer Noire.
- 16 - 24 septembre, Espagne : Ferdinand le Juste, régent de Castille, combat victorieusement les Maures de Grenade et prend la citadelle d'Antequera[12].
- 15 août[13] : Charles d'Orléans épouse Bonne, fille de Bernard VII d'Armagnac.
- 20 septembre
  - Saint-Empire romain germanique : Sigismond Ier de Luxembourg, frère de Venceslas Ier de Luxembourg, est élu roi des Romains en compétition avec son cousin Jobst de Moravie, élu le 1er octobre[14].
  - Louis II d'Anjou entre dans Rome[15].
- 10 octobre : les Armagnacs font leur première démonstration de force devant Paris.
- 2 novembre : paix de Bicêtre entre Armagnacs et Bourguignons[6].